# Lawies
Die Lawies liegt im Wienerwald in Niederösterreich und ist der namensgebende Ortsteil der  Ortschaft Tullnerbach-Lawies, die als heutiger Hauptort mit den Ortschaften Irenental und Untertullnerbach die Marktgemeinde Tullnerbach im Bezirk St. Pölten bildet.

## Geographie
Der Ort Lawies liegt im Wiental, 24 Kilometer westlich von Wien (Zentrum, 8 km von der Stadtgrenze), auf um die 350 m ü. A. am linken Hang des Wientals.
Die Ortschaft Tullnerbach-Lawies umfasst knapp 350 Gebäude mit etwa 1650 Einwohnern. Zum Ortschaftsgebiet gehören neben Lawies auch der Bahnhof Tullnerbach-Pressbaum, die Schubertsiedlung und die Häusergruppe Norbertinum im Osten, sowie die Häuser Weidlingbach nordwestlich (der Ort gehört teils auch zu Pressbaum).
Nachbarortschaften und -orte
| Weidlingbach (Gem. Pressbaum u. Tullnerbach) | Irenental                                   |                                   |
|                                              | Kompassrose, die auf Nachbargemeinden zeigt | Schubertsiedlung Untertullnerbach |
| Pressbaum (Gem.)                             |                                             | Bartberg (Gem. Pressbaum)         |

## Geschichte

### Ortsname und frühere Neuzeit
Der Name wurde erstmals im Jahre 1635 als Labiwießen in einem Berg- und Wälderverzeichnis des kaiserlichen Forstamtes Auhof (heute ein Ortsteil an der westlichen Stadtgrenze Wiens) erwähnt. 1661 scheint es als „Laabwiß“ auf. Bis zur Mitte des 19. Jahrhunderts befand sich außer einigen Landwirtschaften, einem Gasthaus mit Hotel und Bühne und einem Forsthaus keine nennenswerte Besiedlung.

### Bahnhof Tullnerbach und Entwicklung des Orts
Mit dem Bau der k.k. privilegierten Kaiserin-Elisabeth-Bahn 1858, der heutigen Westbahn, wurde der Bahnhof Tullnerbach errichtet, wobei man, um vom Bahnhof zum eigentlichen Tal des Tullnerbachs (heute Irenental genannt) zu gelangen, die Westschulter des Großen Wienerbergs nach Brettwies queren musste. Daraufhin siedelten sich entlang der Hauptstraße einige Gewerbebetriebe an und wurden Sommervillen errichtet. Damit begann die eigentliche Entwicklung des Ortes Tullnerbach/Lawies. 1897 wurde der bisherige Bahnhof Preßbaum in Tullnerbach-Preßbaum umbenannt.
Die Freiwillige Feuerwehr Tullnerbach wurde 1900 gegründet und schloss sich 1999 mit der Freiwilligen Feuerwehr Untertullnerbach zusammen. 2004 zogen sie in das neue, gemeinsame Mehrzweckhaus am See.
1922 wurde die erste öffentliche Beleuchtung installiert, für die sich Friedrich Schmidl, Direktor einer orthopädischen Fabrik in Wien VIII, einsetzte.

### Ortszentrum und Sehenswürdigkeiten
Die Knabstraße am Bahnhof ist bis heute der eigentliche Ortskern von Lawies-Tullnerbach, hier steht auch gegenüber dem Bahnhofsgebäude das Gemeindeamt. Es wurde 1895–1897 unter Bürgermeister Josef Knab errichtet, weshalb die Straße davor seinen Namen trägt. Das Gemeindeamt, das ehemalige Forsthaus und die Villa Bader mit Portierhaus stehen unter Denkmalschutz. Das originale Bahnhofsgebäude ist nicht erhalten.

### Obere Lawies
1870 wurden auf der oberen Lawies (nördlich der Westbahnstrecke) Parzellierungen vorgenommen, Straßen angelegt und zwischen 1870 und 1900 45 Villen, ein Hotel und 2 Geschäftshäuser errichtet.
Die Obere Lawies umfasst heute eine Fläche von ca. 279.000 m² mit etwa 100 Gebäuden innerhalb der Straßenzüge Weidlingbachstrasse, Eggererstrasse und Lawieserstrasse. Es ist geprägt von villenartigen Ein- bzw. Mehrfamilienhäusern die in parkähnlichen Gärten eingebettet sind. Die Bebauung wurde so geplant, dass das gesamte Viertel als einheitliche Anlage mit einem anspruchsvollen Pflanzen-Programm erscheint. Mit großzügig bemessenen Gärten wurde eine geringe Verbauungsdichte verwirklicht, die einen hohen Grün- und Wohnwert sichert. Die Häuser zeichnen sich großteils durch detailreich gegliederten Fassaden, Vor- und Rücksprüngen, Materialwechsel und gegliederten Glasflächen aus. Ein schönes Beispiel dafür ist die denkmalgeschützte Villa Kastner in der Bahnhofsallee. Heute ist das die obere Lawies ein kultur- und historisch interessantes, schützenswertes Gebiet sowie ein einmaliges zeitgeschichtliches Dokument für Architektur und Lebensgefühl der bürgerlichen Welt des ausgehenden 19. Jahrhunderts, das sich bis heute erhalten hat. Mit Verordnung vom 13. Dezember 2016 hat die Gemeinde Tullnerbach der Schutzwürdigkeit dieses Siedlungsgebiets Rechnung getragen und große Teile als Schutzzone deklariert.

### Norbertinum

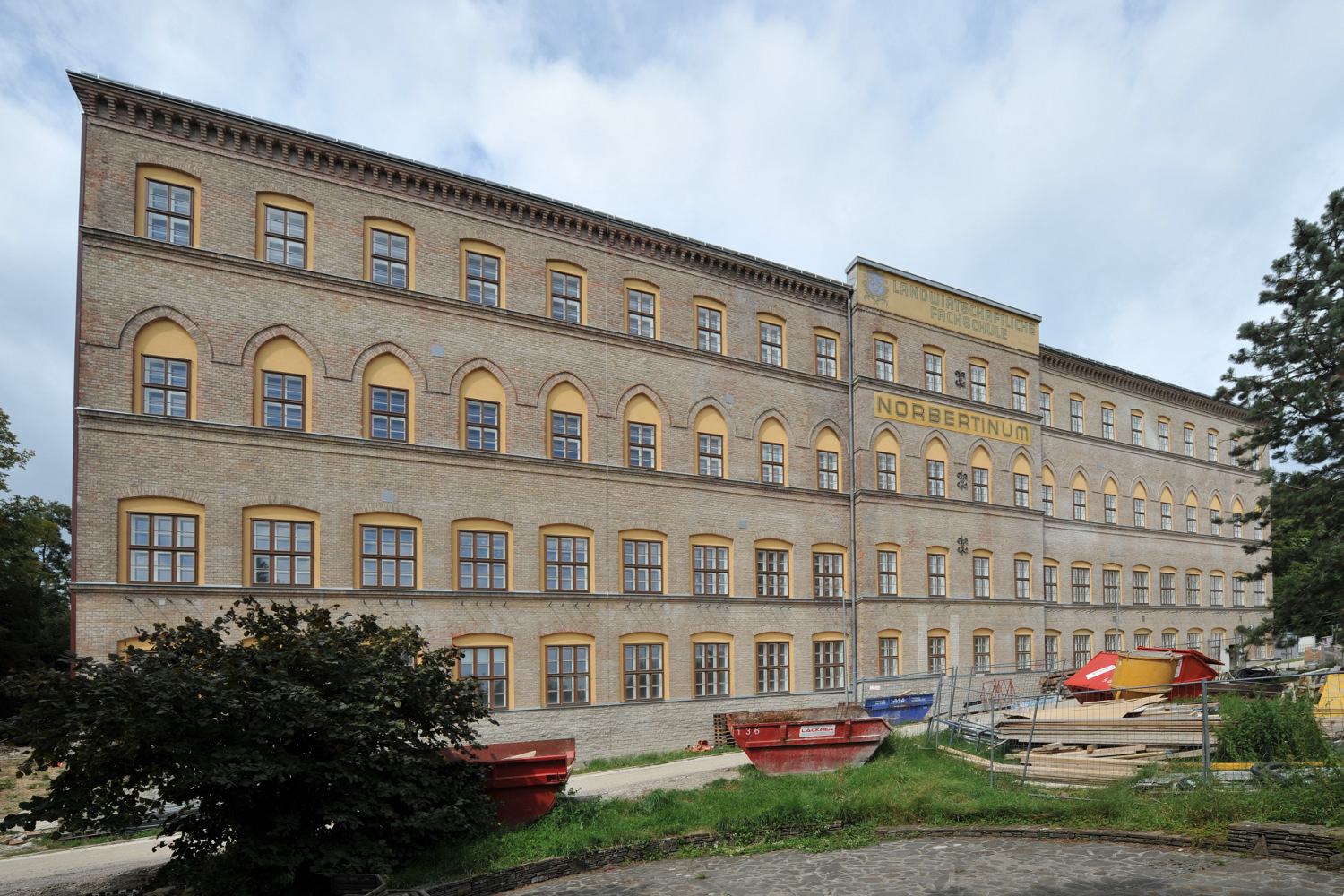
Norbertinum

1881–1890 errichtete der katholische Waisen-Hilfsverein aus Wien nach den Plänen von Architekt Richard Jordan das Norbertinum als Knaben-Waisen-Asyl. Bis 1938 stand es unter der Leitung der Schulbrüder.
Seit 1947 befindet sich darin die Landwirtschaftliche Fachschule. Seit 2000 war dort das Bioerlebnis Norbertinum in Betrieb, ein Schaubetrieb für das Projekt Schule am Bauernhof, mit etwa 6000 besuchenden Schülern jährlich.
Seit 2009 wurde es in ein Schulzentrum und das Biosphärenparkzentrum Wienerwald umgebaut, und 2013 wiedereröffnet.
Die Volksschule Tullnerbach II am unteren Ende des Weges zum Norbertinum (Norbertinumstraße 8) bestand von 1884 bis 1967.

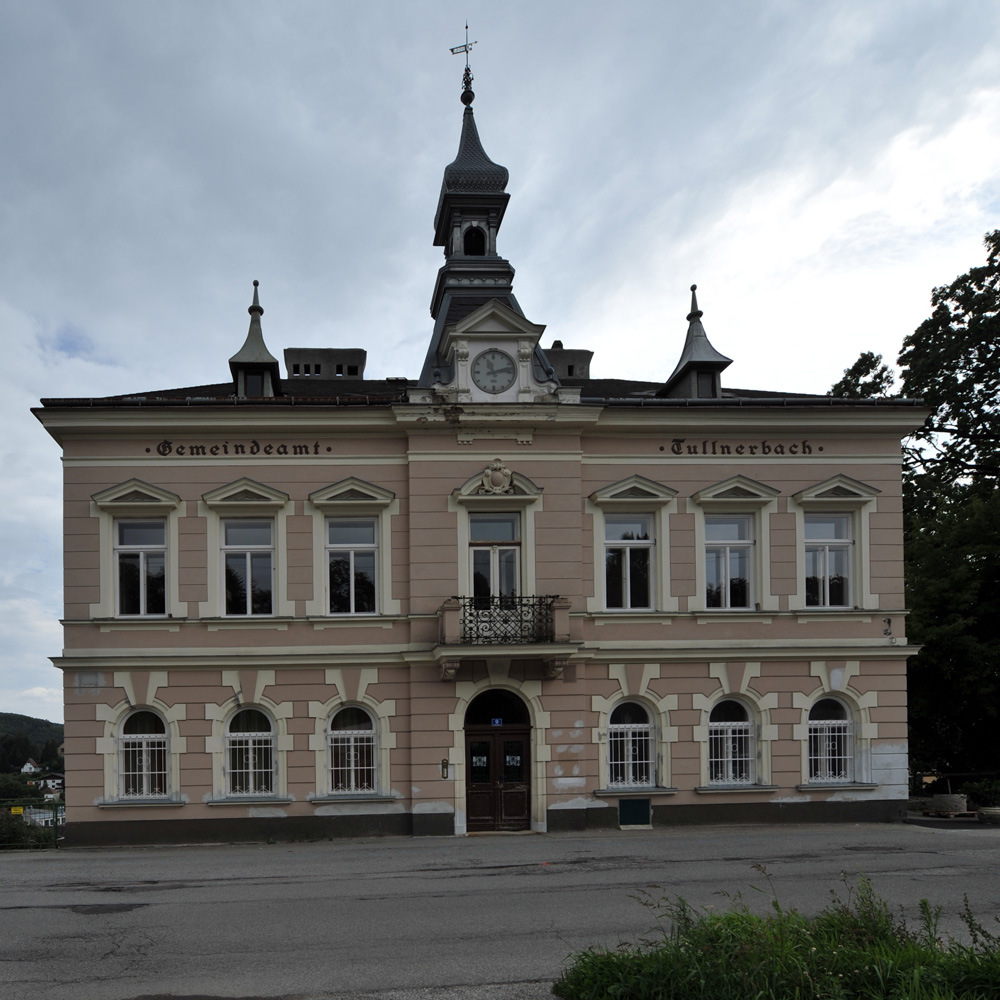
Gemeindeamt Tullnerbach, Knabstr. 9
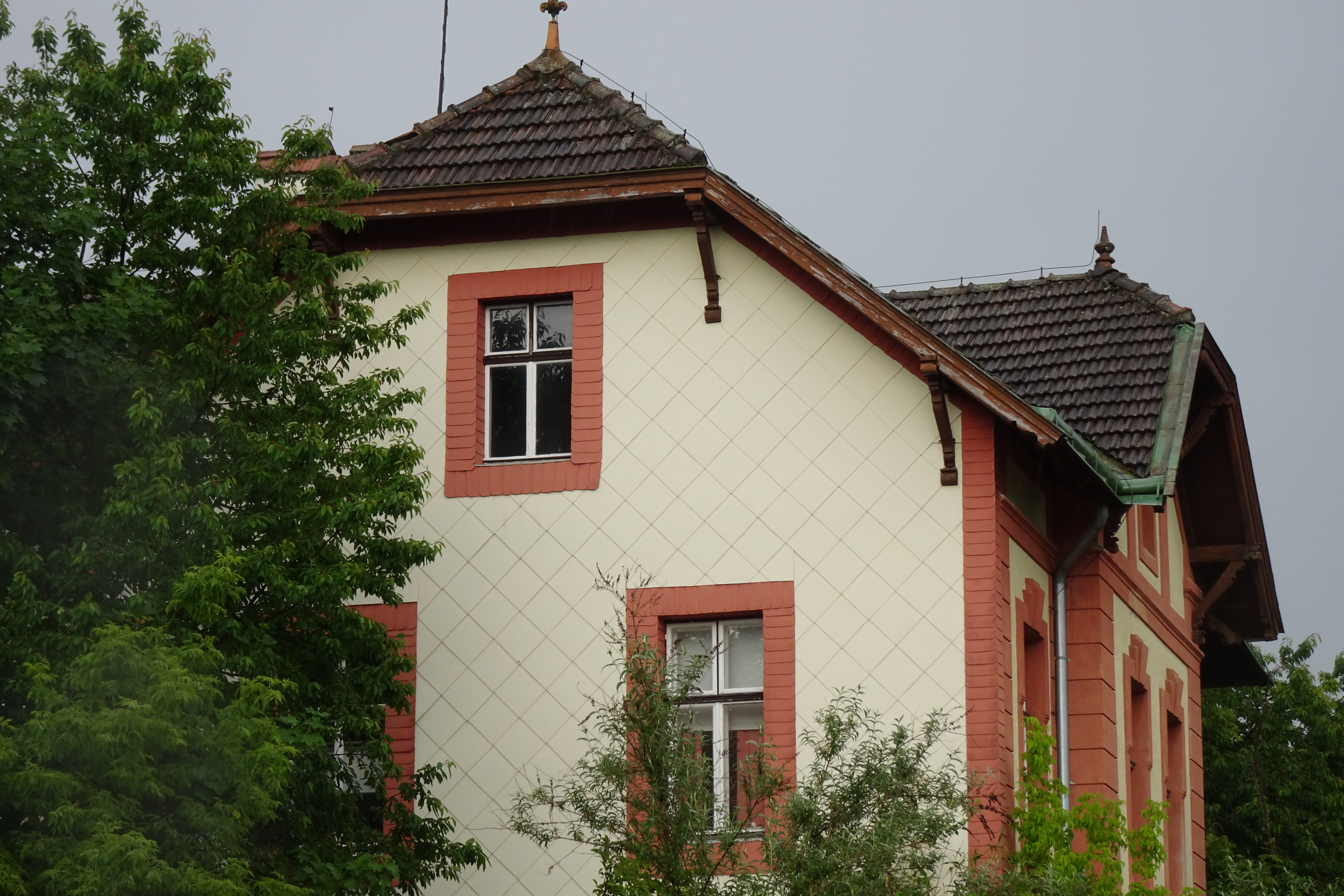
Ehem. Forsthaus, Knabstr. 7
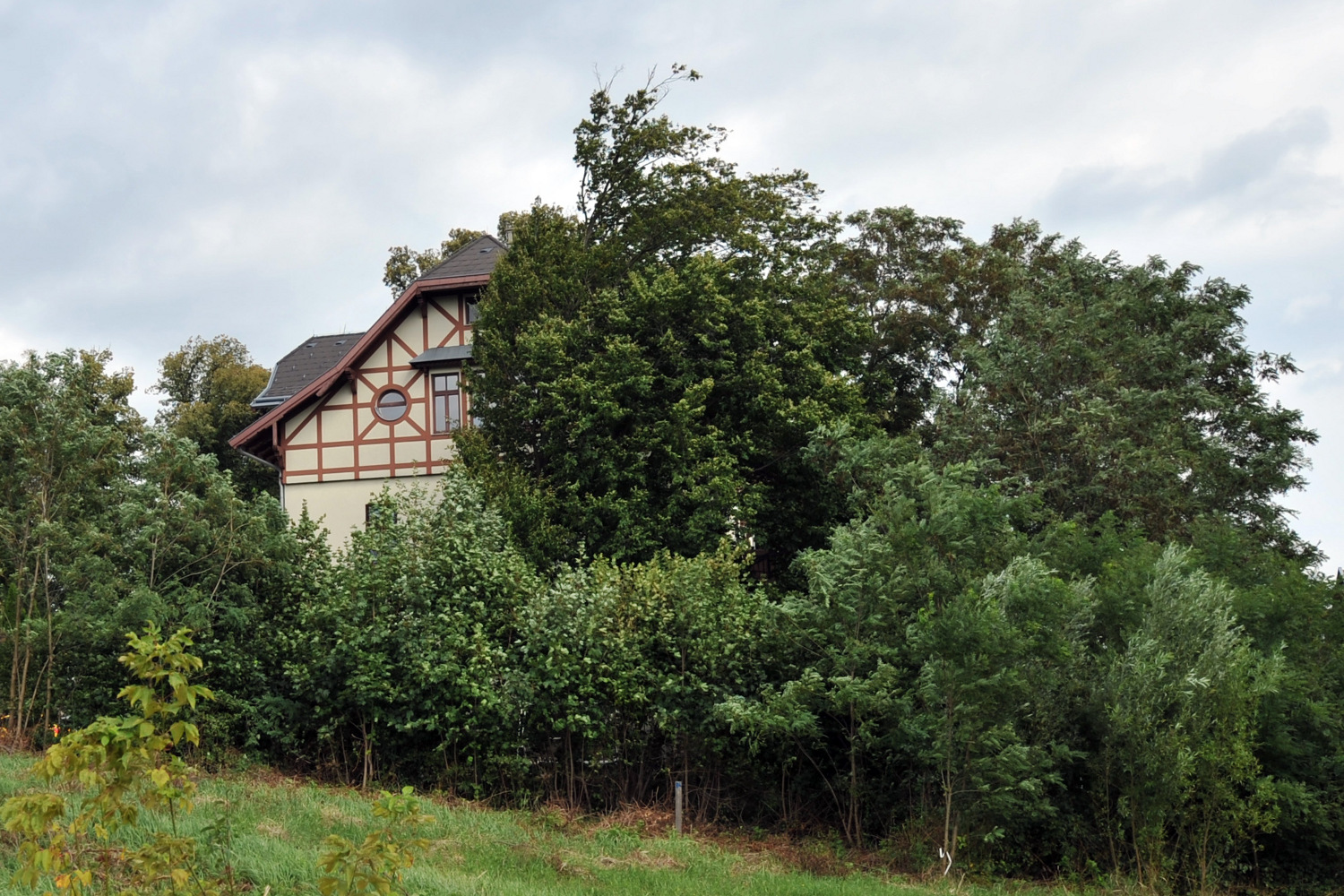
Villa Bader, Knabstr. 5
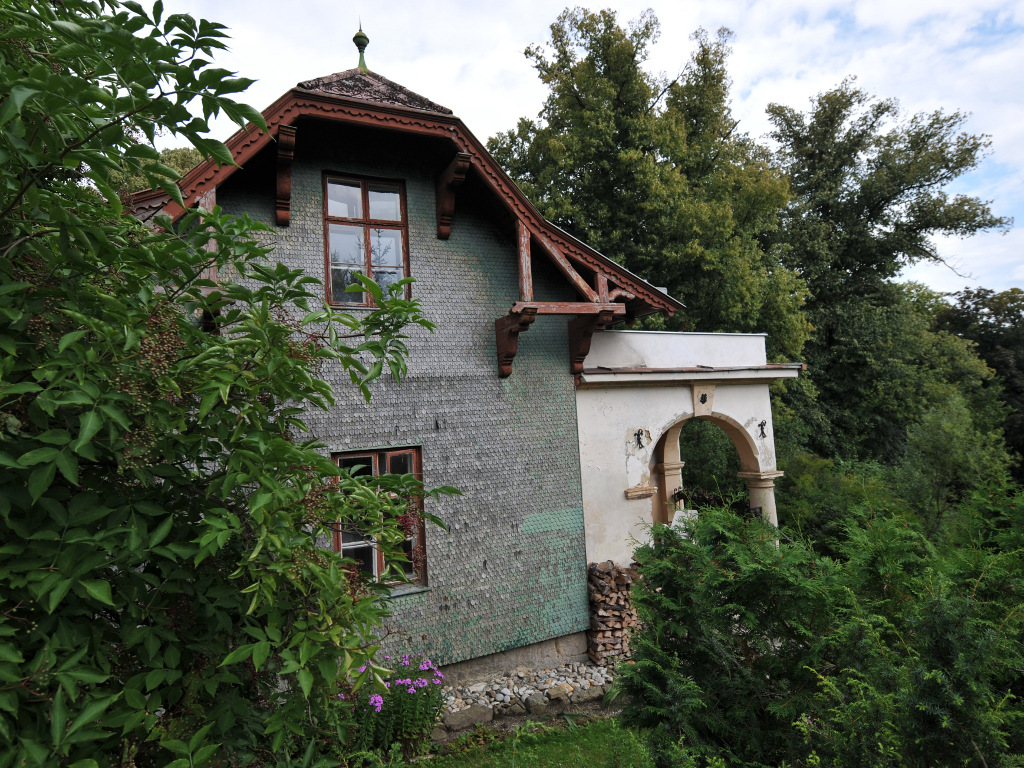
Villenanlage, ehem. Portierhaus der Villa Bader, Knabstr. 3
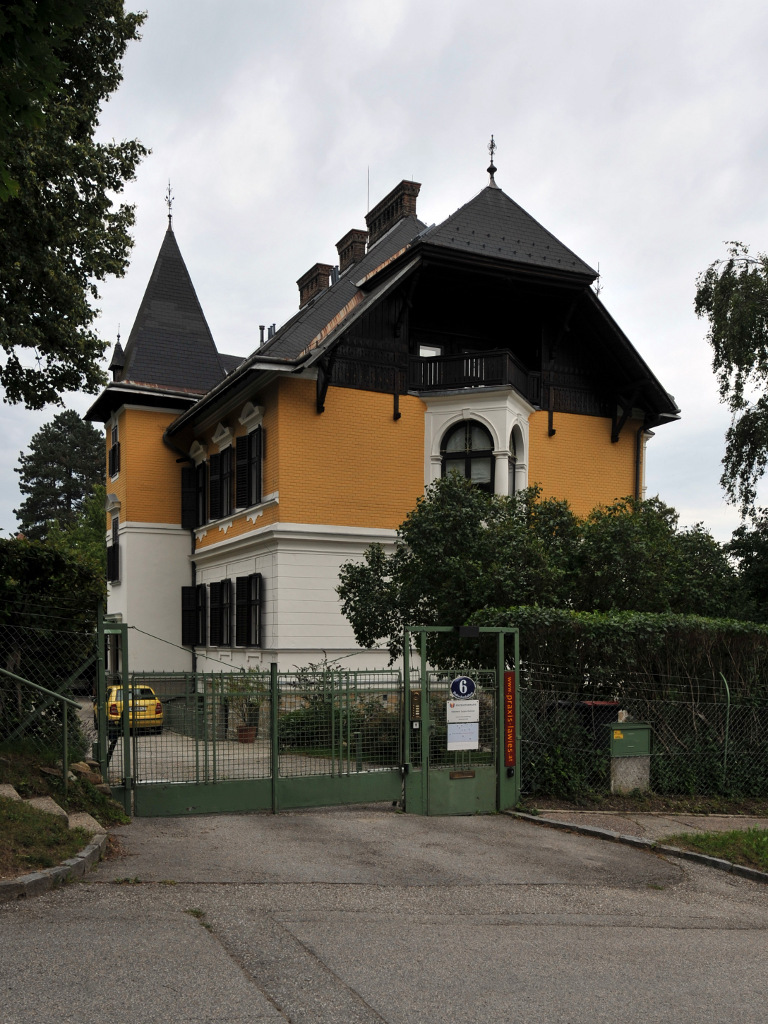
Villa Kastner, Bahnhofsallee 6

## Belege
1. ↑  Die Einweihung des Knabenasyles Norbertinum. In: Das Vaterland, 7. Juni 1882, S. 5 (online bei ANNO).
2. ↑  bioerlebnis.at (Memento vom 16. Dezember 2014 im Internet Archive), bio erlebnis norbertinum
3. ↑  Stand: September 2003 bis September 2004. Erhebungsergebnisse seitens der Landwirtschaftskammer (keine vollständige Erhebung). Lebensministerium II/2 (Hrsg.): Bauernhoftage – Bauernhofwochen für SchülerInnen. 9. Juni 2008 (web.archive.org [DOC; 39 kB; abgerufen am 14. Oktober 2021] Angebot Schule am Bauernhof. LANDnet > Schule am Bauernhof).
4. ↑  Christian Milota: Neues Schul- und Biosphärenparkzentrum Tullnerbach. Hrsg.: Amt der NÖ Landesregierung, Landesamtsdirektion Pressedienst. (pdf, noel.gv.at – Presseaussendung NLK 22. Februar 2008 13:43h). pdf (Memento des Originals vom 7. Dezember 2011 im Internet Archive)  Info: Der Archivlink wurde automatisch eingesetzt und noch nicht geprüft. Bitte prüfe Original- und Archivlink gemäß Anleitung und entferne dann diesen Hinweis.